# Jesamine
«Jesamine» es una canción escrita por Marty Wilde y Ronnie Scott. Inicialmente, la canción fue interpretada por The Bystanders, quienes la publicaron como sencillo el 23 de febrero de 1968 bajo el nombre de «When Jezamine Goes». La versión más conocida de la canción es una grabación por el grupo británico The Casuals, que alcanzó el puesto #2 en el Reino Unido.

## Antecedentes
La canción fue escrita por Marty Wilde y Ronnie Scott. Originalmente fue grabada por The Bystanders, una banda dirigida por Scott, y lanzada el 23 de febrero de 1968 bajo el título de «When Jezamine Goes» en Pye Records. La canción no logró posicionarse en las listas de sencillos. La canción no apareció en un ningún álbum de estudio de la banda hasta el álbum recopilatorio Birth of Man (1990).
El grupo británico de pop The Casuals lanzó una versión de la canción el 31 de mayo de 1968 a través de Decca Records. Su versión se convirtió en un hit single, alcanzando el puesto #1 en Nueva Zelanda y el #2 en el Reino Unido.

## Recepción de la crítica
El vocalista de The Jam, Paul Weller, describió «Jesamine» como una de sus canciones favoritas. Fue una de las canciones de su colección de discos que discutió en la edición de All Back to Mine de BBC Radio One del 8 de febrero de 1998, describiéndola como “una canción hermosa”, que amaba la melodía y la encontró “triste”, “nostálgica” pero “realmente inspiradora”. Él la incluyó en la recopilación de 2003 de canciones que lo influenciaron, Under the Influence.
Robin Carmody de Freaky Trigger elogió el “vuelo encantador y bañado por el sol” de la canción y la agrupó entre otras de las primeras canciones bubblegum pop británicas, como «Everlasting Love» de The Love Affair (1967) y «Suddenly You Love Me» de The Tremeloes (1968) por su sentido emergente de optimismo, “no de una manera empalagosa o falsa, sino atractiva (e inalcanzablemte) preirónica”.

## Posicionamiento

### Gráfica semanal
| Gráfica (1968–69)                       | Pico de posición |
| --------------------------------------- | ---------------- |
| Alemania (Official German Charts)       | 9                |
| Australia (Go-Set)                      | 21               |
| Bélgica (Flandes) (Ultratop 50 Singles) | 5                |
| Bélgica (Valonia) (Ultratop 50 Singles) | 28               |
| Francia (IFOP)                          | 62               |
| Irlanda (Irish Singles Chart)           | 3                |
| Noruega (VG-lista)                      | 6                |
| Nueva Zelanda (Listener)                | 1                |
| Países Bajos (Single Top 100)           | 8                |
| Reino Unido (UK Singles Chart)          | 2                |

### Gráfica de fin de año
| Gráfica (1968)                          | Pico de posición |
| --------------------------------------- | ---------------- |
| Bélgica (Flandes) (Ultratop 50 Singles) | 37               |
| Reino Unido (UK Singles Chart)          | 16               |